# Sarcinodes yeni
Sarcinodes yeni là một loài bướm đêm trong họ Geometridae.